# Chronologie de la vie de François Viète
Chronologie de la vie scientifique, culturelle, religieuse et politique au temps de François Viète.
| Dates | Événements politiques | Événements culturels | Événements religieux | Événements scientifiques | Viète et son entourage |  |
| 1540  | François Ier et Charles Quint entrent ensemble dans Paris | Benvenuto Cellini en France | Edit de Fontainebleau contre les réformés ; le pape Paul III reconnaît la Société de Jésus                                                                                          | Ludovico Ferrari résout les équations du 4e degré. En février, Georg Joachim Rheticus sort la Narratio Prima                                           | Naissance de Viète à Fontenay-le-Comte et de Scaliger à Angers et, le 28 janvier de Ludolph van Ceulen à Hildesheim. |  |
| 1549  | 8 août : reprise de la guerre entre la France et l'Angleterre | Le chef-d'œuvre de Cellini : Persée qui tranche la tête de Méduse | fin de la première partie du concile de Trente. | | Mort de Michelle de Saubonne, douairière de Soubise ; naissance de Michel Coignet, ou Cognet, à Anvers. |  |
| 1552  | Henri II s’empare des Trois-Évêchés en été (Toul, Metz, Verdun). Mars : Création du parlement de Bretagne ; Gaspard II de Coligny devient grand amiral de France. | | | Ambroise Paré devient chirurgien du roi de France. | Naissance d'Agrippa d'Aubigné |  |
| 1553  | Échec de Charles Quint au siège de Metz devant François de Guise ; 12 juin : officialisation de la foi anglicane en Angleterre. 13 décembre : naissance d'Henri IV ; 14 mai naissance de Marguerite de France                                                         | Mort de François Rabelais le 9 avril et 16 octobre de Lucas Cranach l'Ancien.                                                                                        | | | Mariage de Soubise le 9 mai ; Naissance de Jacques-Auguste de Thou et de Robert Hues. |  |
| 1554  | | Primo libro di Messe de Giovanni Palestrina | | | Naissance de Catherine de Parthenay le 22 mars |  |
| 1555  | 25 mai : Antoine de Bourbon et Jeanne d'Albret, roi et reine de Navarre. Charles Quint, abdique | | 23 mai : Pontificat de Paul IV (Gian Pietro Carafa),25 septembre : Signature de la paix d'Augsbourg                                                                                 | Petrus Ramus (Pierre de La Ramée) publie ses trois livres d'arithmétique. 8 août : mort d'Oronce Fine.                                                 | Dissertation de Vieteaus à Paris |  |
| 1557  | Antoine de Navarre et le prince de Condé se rapprochent de la réforme ; François de Guise en Italie pour secourir le pape est battu | Naissance de Jean de Sponde, poète baroque | célébrations protestantes du Pré-aux-Clercs | Publication posthume du De rebus mathematicis, d’Oronce Fine (fausse quadrature du cercle)                                                             | Entrée de Vieteaus à l'université de Poitiers |  |
| 1558  | 17 novembre : perte de Calais ; 17 novembre Marie Ire d'Angleterre meurt. | Le Couronnement d’Esther de Véronèse. Mort,21 octobre :Jules César Scaliger                                                                                          | | | |  |
| 1559  | 10 juillet : Henri II meurt ; édit d'Écouen défavorables aux réformés; traités du Cateau-Cambrésis : la France conserve Calais mais perd les Flandres ; Élisabeth Ire reine d'Angleterre. Exécution d'Anne du Bourg                                                   | Naissance le 18 février d'Isaac Casaubon | 17 août : Publication de l'index ; 18 août : Paul IV meurt | Bernard Palissy jeté en Prison, sorti par Anne de Montmorency                                                                                          | Reçu en droit à Poitiers |  |
| 1560  | mars Affaire de La Renaudie, mort de François II | | | Naissance de Thomas Harriot | Viète fondé de pouvoir de son père à Paris |  |
| 1561  | Soubise fait Chevalier de l'ordre du Roi ; sept : Colloque de Poissy] | | | 25 août 1561, naissance à Gand de Philippe van Lansberge et le 29 septembre d'Adrien Romain                                                            | Viète à La Rochelle avec une procuration dans le partage de la dîme |  |
| 1562  | janvier : liberté de culte par l'édit de Janvier ; 1er mars Massacre de Wassy / le 15 juillet Soubise à Lyon relève du Baron des Adrets ; Mort du roi de Navarre à Rouen                                                                                              | | reprise du concile de Trente | | Naissance de Jacques Aleaume |  |
| 1563  | Soubise tient Lyon 3 mois après la paix d'Amboise du 19 mars et l'assassinat de François de Guise | | | naissance de Walter Warner dans le Leicestershire. | Règlement de litige avec Monseigneur de Glasgow, représentant Marie Stuart |  |
| 1564  | Catherine de Médicis éloigne les Guise et les Châtillon-Coligny du Conseil et s’entoure de modérés (Michel de L'Hospital) l'année, en France, débutera désormais le 1er janvier, au lieu du jour de Pâques (9 aout) ; le 13 juin : Charles IX de France entre à Lyon. | Apparition du poisson d'avril. Naissance le 22 avril : William Shakespeare ; mort, le 18 février : Michel-Ange                                                       | publication de l’index de Trente ; 27 mai : Théodore de Bèze succède à Jean Calvin, mort le 27 mai                                                                                  | Naissance le 15 février : Galiléo Galilei. | Arrivée de Viète au Parc Mouchamps ; remboursement de René pour la Bigotière ; Viète accompagne Jean Parthenay-l'Archevêque à Lyon ; naissance de Jean d'Espagnet et de Nathanael Tarporley                                                               |  |
| 1565  | Hiver 1564-1565 très rude ; 14 septembre : La Cour est à La Rochelle. | 23 septembre : Michel de Montaigne épouse Françoise de La Chassaigne ; Pierre Breughel l'Ancien peint les Saisons                                                    | les jésuites sont tolérés en France | Mort le 5 octobre : Ludovico Ferrari, | |  |
| 1566  | Les huguenots sont victimes de sanglantes attaques à Pamiers. | | | Invention du crayon à mine de plomb. | 1er septembre Décès de Jean Parthenay-l'Archevêque ; 2 octobre 1568 naissance de Marin Ghetaldi. |  |
| 1567  | Janvier : Retour d’Henri de Navarre en Béarn. Sept : Échec de la surprise de Meaux ; novembre défaite de Condé à Saint-Denis ; Michelade de Nîmes | marasme / écroulement de l’économie | saint Thomas docteur de l'Église ; Querelle de la grâce | | |  |
| 1568  | 23 mars paix de Longjumeau :23 août : Début de la Troisième guerre de religion ; Novembre : Jeanne d'Albret et Henri de Navarre rejoignent les chefs protestants à La Rochelle.                                                                                       | | 12 septembre ; Enregistrement à Toulouse de la bulle de Pie V contre les hérétiques ; le pape excommunie Élisabeth Ire d'Angleterre.                                                | Jean Bodin écrit sur les monnaies | 20 juin Mariage Catherine de Parthenay/Charles de Quellenec ; Septembre : Viète part à la Rochelle avec Antoinette d'Aubeterre. |  |
| 1569  | 13 mars Mort de Condé, oncle d'Henri IV à Jarnac ; 25 juin victoire de Coligny à Roche-l'Abeille | Mort le 9 septembre : Pieter Bruegel l'Ancien | Pie V engage son argent et ses troupes contre les protestants en France | Le géographe flamand Gerardus Mercator publie sa première carte                                                                                        | |  |
| 1570  | 27 juin victoire de Coligny à Arnay-le-Duc ; Henri de Navarre chef du parti calviniste | mort le 8 janvier : Philibert Delorme ; Exportation de riz vers Gênes                                                                                                | Pie V instaure le rite tridentin ; Melanchthon chassé de Wittenberg | début de l'enseignement de Giordano Bruno ; naissance de l'astronome William Lower                                                                     | fin de l'année : VIète à Paris |  |
| 1571  | Bataille de Lépante ; Décembre : Émeute catholique contre la destruction de la croix de Gastine | fondation de la bourse de Londres; le 13 février, mort de Benvenuto Cellini                                                                                          | Avril : Synode calviniste de La Rochelle | le 27 décembre : naissance de Johannes Kepler | Début de l'impression du Canon ; 11 septembre ouverture du procès Quellenec |  |
| 1572  | 9 juin mort de Jeanne d'Albret ; 8 août paix de Saint Germain en Laye ; 18 août mariage d'Henri de Navarre et de la reine Margot : 24 août Massacre de la Saint-Barthélemy ; 28 août : interdiction du culte réformé                                                  | La viticulture charentaise s’effondre | 5 septembre : Te Deum d’action de grâce du pape | Mort de Ramus ; Algebra, de Bombelli ; 11 novembre : L'astronome danois Tycho Brahe observe la supernova SN 1572 dans Cassiopée                        | Mort de Quellenec. |  |
| 1573  | 11 février-26 juin : Siège de la Rochelle (1573) ; 13 mars : mort de Michel de L'Hospital | La Pietà du Titien | | | Catherine de Parthenay compose Holopherne et le fait jouer à la Rochelle |  |
| 1574  | Henri III règne sur la Pologne ; 30 avril mort de Joseph Boniface de la Môle et d'Annibal de Coconas : 30 mai mort de Charles IX | | | Commentaires sur Euclide, de Christophorus Clavius. Naissance le 5 mars : William Oughtred ; 4 décembre : mort de Georg Joachim Rheticus               | avril : Viète nommé au parlement de Rennes ; remboursement de Nicolas pour la Bigotière |  |
| 1575  | 13 février : sacre d'Henri III. François d'Alençon, s’enfuit de la cour et prend la tête des malcontents. Pomponne de Bellièvre surintendant des finances | | | 8 février : Fondation de l'université de Leyde ; Maurolycus découvre les causes de la myopie ; traduction latine de Diophante par Guilielmus Xylander. | 25 avril : Mariage de René II de Rohan et de Catherine de Parthenay |  |
| 1576  | Retour d'Henri de Navarre à Nérac ; paix d'Etigny : 6 mai édit de Beaulieu ; Juin : Formation de la « Sainte Ligue » ; 6 décembre : Réunion des États généraux, à Blois                                                                                               | Jean Bodin publie Les Six Livres de la République ; l'arrêt Mabile reconnaît Française une fille née en Angleterre de parents français.                              | Giordano Bruno s’enfuit de l’ordre dominicain de Naples : | Tycho Brahe construit Uraniborg ; mort le 21 septembre : Jérôme Cardan, à Rome ; la même année que Guilielmus Xylander.                                | Viète conseiller privé d'Henri III; absent de Rennes |  |
| 1577  | François d'Alençon se rallie ; ses troupes saccagent La Charité-sur-Loire et Issoire. Le duc de Mayenne opère en Poitou ; Henri de Navarre dans une embuscade à Eauze                                                                                                 | Le Greco peint L'Assomption. | | Publication de De Arte Magna par Guillaume Gosselin à Paris ; 12 novembre : Passage de la Grande comète de 1577                                        | Viète, absent de Rennes, réside à Beauvoir-sur-Mer pour la fin de l'année et agrandit Fontenay ; Naissance d'Henriette de Rohan à Blain. |  |
| 1578  | : François d’Anjou abandonne à nouveau son frère ; 27 avril : Duel des Mignons. Août : Catherine de Médicis et Margot partent pour la Guyenne ; 31 décembre : Henri III institue l’ordre du Saint-Esprit                                                              | début de la construction du Pont Neuf | | Traduction en français de l'Arithmétique de Tartaglia par Guillaume Gosselin ; 1er avril : naissance de William Harvey                                 | Viète 14 jours à Rennes, le duc de Genevois prisonnier de Montpensier |  |
| 1579  | 28 février édit de Nérac ; Août : Début de la guerre des Amoureux. 24 décembre : Les huguenots s'emparent de Mende | L'absolutisme est condamné par Mornay du Plessis ; Discours des Estats & Offices de Charles Figon, organigramme de l’appareil ; d’État Incendie du palais des Doges. | | | Publication du Canon et du Supplementum chez Mettayer ;16 novembre : résolution du procès de Françoise de Rohan ; abandon de la charge au Parlement de Rennes ; naissance d'Henri II de Rohan à Blain                                                     |  |
| 1580  | 26 novembre : Paix de Fleix | | | Bernard Palissy écrit son Discours admirable sur les émaux. Naissance de Willebrord Snell                                                              | Viète conseiller d'État ; Mort d'Aubeterre ;Barnabé Brisson président à Mortier ; naissance de Catherine de Rohan |  |
| 1581  | Peste à Marseille ; Michel de Montaigne, maire de Bordeaux ; Philippe Hurault est chancelier de France | La Jérusalem délivrée du Tasse. Œuvres poetiques de Marie de Romieu ; Arrivé de Giordano Bruno à Paris                                                               | La Vérité de la religion chrétienne entre les athées, les épicuriens, les païens, les juifs, les mahométistes et autres infidèles, de Philippe Duplessis-Mornay                     | Galilée découvre la régularité des battements d'un pendule.                                                                                            | François de Rohan subit les assauts de Nicolas Rapin ; arrestation du duc de Genevois ; agrandissement de Fontenay ; |  |
| 1582  | Avril : Marguerite de Valois quitte Henri de Navarre ; | William Shakespeare (1564-1616) épouse Anne Hathaway. | 25 février : Publication de la bulle Inter gravissimas 8 mars à 23 h 56 TU : équinoxe de printemps                                                                                  | Mort, en juillet : Jacques Peletier du Mans (né en 1517).                                                                                              | passage à la cour des comtes du règlement Nemours/Rohan ; Naissance d'Alexander Anderson et de John Protheroe. |  |
| 1583  | 20 février : Henri III paraît déguisé en femme lors d'un bal. 1er août : Michel de Montaigne est réélu | Avril : Giordano Bruno à Londres ; fréquente Sir Philip Sidney. | | Scaliger commence ses travaux de chronologie. | Antoine de Portugal à Beauvoir ; naissance Benjamin Rohan, dit Soubise |  |
| 1584  | 10 juin mort du duc d'Anjou | Décès de Guy du Faur de Pibrac, poète français | | | Viète vend Beauvoir à son cousin François Viette |  |
| 1585  | Mars : Marguerite de Valois quitte son mari et se rallie à la Ligue : 7 juillet Henri III 'chef' des ligues | 28 décembre : Pierre de Ronsard meurt | 24 avril : Début du pontificat de Sixte-Quint ; 9 septembre : Sixte Quint excommunie Henri de Navarre et Condé.                                                                     | La dîme de Simon Stevin | janv/fév : Libération du duc de Genevois ; Viète suspendu de sa charge de conseiller ; 3 mars et 26 avril lettre de Henri IV en sa faveur; |  |
| 1586  | Marie Stuart est arrêtée en septembre. Maurice de Nassau succède à son père Guillaume d'Orange | Christopher Marlowe écrit Tamerlan, | | Publication de ses tables par Blaise de Vigenère ; Simon Stevin publie Statique et hydrostatique                                                       | 16 mars fermage de la Bigotière pour 5 ans ; promesse de mariage de Françoise de Rohan avec De Guébriant (annulée par Henri III), le duc de Mercœur à Beauvoir ; Mort de René de Rohan le 26 avril                                                        |  |
| 1587  | 20 octobre : Henri de Navarre victorieux à Coutras, mort de Joyeuse; Henri IV reprend Fontenay ; 8 février : exécution de Marie Stuart | | Sixte Quint organise les congrégations romaines. | | La Garnache emportée par le duc de Genevois. Fuite de François de Rohan à Nantes, correspondance avec Catherine de Médicis, Henri IV à Fonteny puis à Mouchamps.                                                                                          |  |
| 1588  | 12 mai : Journée des barricades (1588) ; 8 septembre : Henri III congédie Bellièvre, Brûlart, Pinart, Villeroy et Cheverny et convoque les États Généraux. Décembre : Assassinat du duc de Guise                                                                      | Parution de la première gazette périodique en Allemagne ; Montaigne est emprisonné le 10 juillet à Paris : William Shakespeare fait ses débuts de comédien           | | | Viète à Chartres ou à Blois ? |  |
| 1589  | 7 janvier : Le premier président du Parlement de Paris est arrêté ; 30 avril : Henri III et Henri de Navarre se rapprochent à Plessis-lez-Tours. 1er août : Assassinat d'Henri III ; 29 sept : Henri IV bat Mayenne à Arques                                          | | | Galilée professeur de mathématique à Pise. | L'oncle Brisson président du Parlement. Viète à Tours ; déchiffrement de la lettre de Moréo ; en décembre apparition de Viète à Fontenay pour la mort de son oncle Nicolas Dupont ; Prise de Blain par Le Goust, échec de François Le Felle de Guébriant. |  |
| 1590  | 14 mars victoire d'Henri IV à Ivry ; 9 mai : mort du cardinal de Bourbon ; Octobre : Maximilien de Béthune, conseiller d’État. Novembre : Henri IV s’éprend de Gabrielle d'Estrées.                                                                                   | Mort 4 octobre : Jacques Cujas, Beaugrand secrétaire ordinaire de la chambre du roi.                                                                                 | pontificat d'Urbain VII et de Grégoire XIV | 20 décembre : mort d'Ambroise Paré, la même année, de Guillaume Gosselin et de Bernard Palissy                                                         | Publication de la lettre de Moréo ; |  |
| 1591  | 3 janvier : «Journée des Farines » 4 juillet : Édit de Mantes, Lesdiguières s’empare de Grenoble | William Shakespeare écrit Roméo et Juliette. Livre de la précellence du langage français, de Henri Estienne.                                                         | Grégoire XIV renouvelle l’excommunication du roi | création du Jardin des Plantes de Paris. | Publication de l'Isagoge et des cinq Zététiques ; 1er avril confirmation de la Françoise de Rohan dans son duché de Loudun, mort de Françoise en décembre.15 novembre mort de Barnabé Brisson à Paris ; pris de Blain par Mercœur.                        |  |
| 1592  | 5 février Henri IV est blessé. 28 novembre : Charles de Mayenne fait pendre quatre ligueurs compromis dans l’affaire Brisson. | 13 sept : Mort de Montaigne ; Christopher Marlowe écrit le Doctor Faustus. 22 janvier : naissance de Pierre Gassendi,                                                | 23 mai : Arrestation du philosophe italien Giordano Bruno. | Galilée invente le thermomètre. | conflit avec Nicolas de Nancel, et Joseph Juste Scaliger ; Viète mène grand train d'après Baudius. |  |
| 1593  | 29 avril : Ouverture des conférences de Suresnes. | un arrêt du Parlement de 1593 écarte explicitement les femmes de toute fonction de l'État                                                                            | 25 juillet abjuration d'Henri IV | Publication du problème d'Adrien Romain | Publication du De Varorium ; 10 mai lettre de Pierre Daniel ; bal à Tours donné par Catherine de Parthenay ; adieux de Scaliger à la France. 13 novembre hypothèque des biens de Viète et de son frère Nicolas contre 2000 écus.                          |  |
| 1594  | 27 février sacre à Chartres ;22 mars entrée d'Henri IV dans Paris ; 27 décembre : Attentat de Jean Châtel | 30 mai : mort de Christopher Marlowe,11 juillet : mort de Giuseppe Arcimboldo                                                                                        | 8 novembre : Assemblée des protestants du royaume à Mantes | 2 décembre : mort de Gerardus Mercator, publication des tables de Rheticus par Otto                                                                    | Retour à Paris ; publication du bouclier contre la Hache des nouveaux cyclomètres... |  |
| 1595  | 5 juin ; victoire d'Henri IV à Fontaine-Française ; Novembre : réconciliation avec le duc de Mayenne. | Publication des Essais de Montaigne | 17 septembre absolution d'Henri IV par Clément VIII | Trigonometria, de Pitiscus. | 10-15 octobre : Résolution du problème d'Adrien Romain à Fontainebleau ; pseudo mésolobium mort de sa sœur Jeanne à Fontenay |  |
| 1596  | Ralliement du duc de Guise ; 17 février : Marseille se rend au roi (après l'assassinat de Casaulx par Libertat). Août : Sully entre au conseil des finances. | John Harington invente la toilette avec chasse d'eau. Mort de Jean Bodin                                                                                             | Ratification de l’abjuration du roi aux Tuileries, négocié par le légat du pape, Alexandre de Médicis.                                                                              | Mysterium Cosmographicum (le Mystère cosmographique) de Johannes Kepler ; 31 mars : naissance de René Descartes                                        | Viète cède une maison de Fontenay en Nicolas en remboursement de ses dettes pour une rente de 40 écus. |  |
| 1597  | Février : La cour quitte Rouen. Le 12 mai Henri IV charge Audouyn de Montherbu d'unifier les charges notarailes | | | Tycho Brahe s’installe en Bohême | Début de l'affaire des Notaires ; visite de Romain à Fontenay ? Mort de sa sœur Julie. |  |
| 1598  | 30 avril Le président de Thou enregistre l'édit de Nantes ; 2 mai : paix de Vervins | Mars : mort de Henri Estienne ; débuts de Ben Jonson | | | Retour de Catherine de Parthenay à Blain, détruit et du Procès contre De Goust |  |
| 1599  | décembre annulation du mariage d'Henri IV et de la reine Margot ; mars: Affaire Marthe Brossier, grossièrement montée par la Ligue. 10 avril : mort de Gabrielle d'Estrées. Henriette d'Entragues devient la maîtresse du roi.                                        | Henri IV ordonne la reprise des travaux du Pont Neuf, à Paris. | Philippe Duplessis-Mornay fonde Saumur | | |  |
| 1600  | 17 décembre : mariage d'Henri IV et de Marie de Médicis. | Naissance de l’opéra et de l’oratorio en Italie | 17 février : mort de Giordano Bruno, Conférence de Fontainebleau : débat entre l’évêque d’Évreux Jacques Du Perron, calviniste converti et le protestant Philippe Duplessis-Mornay. | 4 février : Première rencontre entre Tycho Brahe et Johannes Kepler                                                                                    | Février : Lettre de Marino Ghetaldi à Michel Coignet ; Publication de l'Apolonius Gallus par Ghetaldi ; début de l'affaire du calendrier ; Charles Dulys et Pierre Aleaume tentent de traduire Viète pour Jamet Mettayer                                  |  |
| 1601  | 27 septembre : naissance de Louis XIII | Ouverture de la Manufacture des Gobelins ; La Nuit des rois de Shakespeare.                                                                                          | | Mort le 24 octobre de Tycho Brahe | Octobre : assemblée politique des protestants à Sainte-Foy-la-Grande. |  |
| 1602  | Mars : Conspiration du maréchal de Biron ; 31 juillet : Biron est décapité. Rosny achète la baronnie de Sully le 15 juillet. | Tommaso Campanella écrit La Cité du Soleil. | 9 août : naissance de Gilles Personne de Roberval | Réfutation de Clavius dans l'explicatio. 14 décembre lettre de congé d'Henri IV pour Pomponne de Bellièvre                                             | |  |
| 1603  | | Le Caravage est emprisonné et chassé de Rome | Ouverture du collège jésuite de La Flèche. | 17 août : Fondation à Rome de la première société savante du monde, l'Accademia dei Lincei.                                                            | Lettre à Sully sur le déchiffrement, Mort de Viète le 23 février. Mars : réponse de Clavius dans sa réfutatio. |  |